# Bulli
Bulli är en förort i Australien. Den ligger i kommunen City of Wollongong och delstaten New South Wales, i den sydöstra delen av landet, 190 km nordost om huvudstaden Canberra. Bulli ligger 21 meter över havet och antalet invånare är 5 455.
Terrängen runt Bulli är kuperad norrut, men västerut är den platt. Havet är nära Bulli österut. Trakten är tätbefolkad. Närmaste större samhälle är Wollongong, 9,7 km söder om Bulli. 